# Bückgen

„Gruß aus Bückgen“ (Ansichtskarte aus dem Jahr 1913)

Bückgen auf der topografischen Karte, Stand 1920 (Ausschnitt aus dem Messtischblatt 2545 – Senftenberg)

Bückgen (ab März 1946 Grossräschen-Süd, niedersorbisch Bukowka) war eine eigenständige Gemeinde und später ein Ortsteil von Großräschen (in der Niederlausitz in Brandenburg), der der Grube Ilse, dem späteren Tagebau Meuro weichen musste.

## Geschichte
Den Orts-, Flur- und Familiennamen des Ortes folgend geht man davon aus, dass die Entstehung Bückgens auf eine slawische Siedlungsgründung zum Ende des 12. Jahrhunderts zurückgeht. Der Ortsname leitet sich vom sorbischen Wort „Bukowka“ ab, was so viel wie „kleine Buche“ bedeutet. Im Jahr 1474 wurde Bückgen zum ersten Mal als Bogkichen schriftlich erwähnt. Bis in die 1870er Jahre herrschte in Bückgen die sorbische Sprache vor. Es existierten ein Dutzend spannfähige Bauernhöfe (Hufe) und vier Lehnstellen. Der mittelalterliche Zustand des Ortes blieb bis zu den preußischen Agrarreformen Anfang des 19. Jahrhunderts nahezu unverändert. Durch einen Brand zerstörte Blockhäuser mit Strohdächern wurden durch Ziegelrohbauten ersetzt, die bereits im Jahr 1860 erneut einem Brand zum Opfer fielen. Nach der Errichtung eines Zweigwerks der in Berlin ansässigen Chemischen Fabrik Kunheim & Co. im Jahr 1870 begann der wirtschaftliche Aufschwung. Zur Gewinnung von Brennmaterial für die Fabrik wurde das benachbarte Grubenfeld genutzt und bereits im Jahr 1871 als Braunkohlenwerk „Ilse“ beim Bergamt angemeldet. Ein Jahr später baute man eine Ziegelei und in den Jahren 1879/1880 wurde die Brikettfabrik errichtet. Die enorme Nachfrage nach Arbeitskräften zog viele Menschen aus ganz Deutschland in die Niederlausitz, was auch den Sprachwechsel vom Sorbischen hin zum Deutschen begünstigte. Sie wurden von der in den 1890er Jahren gegründeten „Ilse“ Wohlfahrtsgesellschaft mbH versorgt. Umfassende soziale Dienste, Kranken- und Wohnungsfürsorge, die Versorgung der Lebensbedürfnisse, hygienische Einrichtungen (Badehäuser) und das Bildungswesen (Schulen und Bibliotheken) machten das Umfeld interessant. Aus dem Bauerndorf entwickelte sich eine moderne über 4000 Einwohner starke Industriegemeinde.
Am 1. März 1946 wurde der Ort Bückgen nach Großräschen eingemeindet und später als Stadtteil Großräschen-Süd geführt. In den Jahren von 1987 bis 1991 erfolgte schrittweise die Devastierung des gesamten Stadtteils Großräschen-Süd (Bückgen) und die Umsiedlung der rund 4000 Einwohner; bis Ende der 1990er Jahre wurden die darunter liegenden Braunkohlenflöze abgebaut. Die Glocken und mehrere neugotische Bleiglasfenster der evangelischen Kirche wurden 1989 für die katholische Kirche in Hoyerswerda erworben. Bis 2017 soll aus dem Tagebaurestloch der Grube Ilse einer der größten Seen der Lausitzer Seenkette, der Großräschener See, entstehen.

## Persönlichkeiten
- Otto Schöne (1888–1962), Maschinenbauingenieur und Hochschullehrer